# Abbandono (diritto)
Abbandono è un termine giuridico con cui si indica un modo di perdita della proprietà di un bene, di individui e situazioni, di cui si era preso in precedenza l'onore.

## Diritto romano
I Romani conoscevano questo istituto con il nome di derelictio: si poteva derelinquere la proprietà di una res mancipi (fondi, schiavi, animali, ecc.) o anche di una res nec mancipi (bene immobile o mobile).
Nel diritto classico, la derelictio non era considerata come negozio bensì come un mero fatto umano, l'abbandono della res, che doveva essere compiuto con animus derelinquendi (volontà di dismettere). Solo così si verificava l'effetto della perdita di possesso.
Per esempio, un animale lasciato in libertà, o le merci gettate in mare per salvare la nave in pericolo di affondare, erano res pro derelicto, cioè dismesse allo scopo di abbandonarne la proprietà.
Ciò che non si poteva derelinquere erano i diritti, perché (pur in presenza di animus derelinquendi) non poteva esserci il gesto materiale dell'abbandono, dello spossessamento.
Chi prendeva possesso della res derelicta ne acquistava immediatamente la proprietà, per occupatio. In alcuni casi, occorreva il possesso ininterrotto per un certo lasso di tempo (usucapio), per esempio quando si trattava di prendere possesso di una res abbandonata da chi non era proprietario (a non domino).
Nel diritto giustinianeo, scomparve la distinzione tra res mancipi e res nec mancipi e tutte le cose, se abbandonate, potevano essere acquistate per occupazione, purché l'occupante fosse consapevole del fatto che si trattava di res derelicta. Persino i diritti potevano essere abbandonati, perché ritenuti sempre rinunciabili.

## Diritto medievale
Nel diritto intermedio, l'abbandono era composto sempre da due elementi:
- elemento materiale (spossessamento)
- elemento spirituale (animus derelinquendi)

Bartolo da Sassoferrato faceva il seguente esempio: un libro gettato in mare può considerarsi res derelicta?
Il giurista non era molto disposto a presumere che le sole circostanze di fatto fossero sufficienti a dare il segno di una volontà inespressa. Nell'intento dunque di limitare i casi di perdita della proprietà per abbandono, distingueva due casi:
- se il volumen (libro) era stato gettato in mare clausum et involutum, significa che il proprietario non aveva intenzione di spogliarsene, e quindi non si tratta di res derelicta;
- se il libro era stato gettato in mare apertum, cioè spiegazzato, allora il proprietario voleva disfarsene.

Nel diritto bizantino, si utilizzò una fictio iuris: l'abbandono di una res era considerato come una specie di traditio o donatio in favore di persona incerta (il futuro occupante). In altre parole. L'occupante acquista la proprietà di una cosa abbandonata perché per dominum traditam fore fingitur (si finge che il proprietario gliel'abbia consegnata).
In particolare, gli agri deserti (le campagne abbandonate dai proprietari) venivano dati a chi li coltivava.
L'abiectio diventava figura opposta alla traditio, nel senso che l'atto materiale dell'abbandono produceva immediatamente l'effetto di acquisto della proprietà da parte dell'occupante. Non sempre occorreva provare l'animus derelinquendi né la consapevolezza che si trattasse di res derelicta.
Questo stato di cose si consolidò nei secoli, fino al XIX secolo, quando subentrò la legislazione napoleonica.

## Diritto civile

### Della proprietà
La perdita del diritto di proprietà per abbandono, può avvenire in due forme differenti:
1. mediante derelizione, per quanto riguarda i beni mobili; tale fattispecie si realizza quando il proprietario di un bene mobile se ne spoglia con l'intenzione di rinunciare al dominio sullo stesso: a seguito di derelizione, il bene diviene res derelicta.
2. mediante abbandono liberatorio, per quanto riguarda i beni immobili; tale fattispecie può realizzarsi unicamente con atto scritto, in quanto la legge (art. 1350 del Codice Civile) stabilisce la necessità della forma scritta per gli atti di rinuncia alla proprietà e agli altri diritti immobiliari.

## Diritto penale

### Di minore
Nel diritto penale italiano, l'abbandono di persone minori o incapaci è il delitto previsto dall'art. 591 del codice penale. È un delitto contro la vita e contro incolumità individuale, ed è come l'omissione di soccorso un delitto di omessa solidarietà.
Il termine abbandono viene inteso non tanto come la rinuncia di un diritto, quanto all'atto di sottrarsi a un obbligo naturale, con la conseguenza di esporre l'oggetto a un pericolo grave.